# Неонацизм в Німеччині
Неонацизм в Німеччині представлений декількома організаціями та групами.
Націонал-соціалізм як масовий рух де-факто припинив своє існування у 1945 році, але послідовники нацистської ідеології існували у Німеччині й після того. З кінця 1940-х років у Західній Німеччині було утворено невелику кількість націонал-соціалістичних політичних партій та інших угрупувань, частина з яких пізніше була заборонена.
Параграфом 86а Кримінального кодексу Німеччини заборонена пропаганда антиконституційних організацій, більшу частину з яких складають неонацистські організації. За зображення свастики передбачено покарання у формі тюремного заключення терміном до року.

## Ідеологія
Ідеологія німецьких неонацистських угрупувань складається з кількох елементів, що можуть поєднуватися й комбінувати між собою залежачи від конкретної групи чи організації: ненависть до іноземців, антисемітизм (включно з ідеєю існування всесвітньої єврейської змови, заперечення Голокосту або применшення його масштабу), расизм, мілітаризм, захоплення епохою нацизму та «військової доблесті» Німеччини у Другій світовій війні.
Неонацисти часто займаються історичним ревізіонізмом, заперечуючи відповідальність Німеччини за розв'язання Другої світової війни і виправдовуючи нацистські переслідування євреїв на основі ворожих дій або заяв євреїв, що мають на їхнє переконання, до або під час Другої світової війни.
Також присутня іде «Четвертого райху», який розглядається як пряме продовження Третього райху. Передбачається відновлення влади націонал-соціалістів у самій Німеччині, набуття нею статусу ядерної наддержави та подальше відновлення території Німеччини в її межах станом на 1937 з використанням загрози застосування ядерної зброї.
Неоязичницькі расистські групи розвивають ідеї рун, магії та міфології скандинавських персонажів Одіна, Локі та Фенріра.

## Історія
За військового уряду союзників відразу після Другої світової війни будь-який прояв нацистської ідеології в Німеччині був заборонений і карався. Політичні партії, що зароджувалися, які виступали як прикриття для відродження нацизму, були заборонені. Хоча опитування громадської думки показали, що серед широких верств населення зберігалася сильна тенденція щодо визнання багатьох досягнень Гітлера, проте не існувало жодних публічних каналів для вираження таких настроїв. Коли у 1949 році було створено дві німецькі держави ФРН та НДР, неонацизм отримав розвиток у Західній Німеччині, де було відновлено відкриту партійну політику та основні громадянські свободи. Першою великою неонацистською організацією стала Соціалістична імперська партія, яка отримала 11 % голосів під час виборів у Нижній Саксонії 1951 року. Партію було заборонено у 1952 році відповідно до положення в Конституції Західної Німеччини, яке забороняло політичні партії, що загрожують ліберально-демократичному ладу.

### Західна Німеччина
Під час нової економічної невизначеності ц 1960-х роках вкрай права Націонал-демократична партія (NPD) досягла помірних успіхів на деяких місцевих та регіональних виборах. Але вона не змогла отримати представництво у Бундестазі, набравши лише 4,3 % голосів під час виборів 1969 року.
Після провалу NPD під час виборів 1969 року у Німеччині почали з'являтися невеликі групи, які прагнуть відродження нацистської ідеології. NPD розкололася, що призвело до появи воєнізованих Wehrsportgruppe. Ці групи спробували об'єднатися в національну зонтичну організацію, Фронт дії націонал-соціалістів/національних активістів.
У 1980-х та 1990-х роках нові партії, такі як Республіканці та Німецький Народний Союз (DVU), змогли повторити місцеві та регіональні успіхи NPD. Публічно ці партії дистанціювалися від тиранії та геноциду нацистського режиму, але у приватному порядку вони отримали вигоду з підтримки тих німців, які розуміли їхню закодовану мову.

### Східна Німеччина
Неонацистські рухи Східної Німеччини починалися як повстання проти комуністичного режиму; заборона нацистської символіки допомогла неонацизму розвиватися як антиавторитарному молодіжному руху.

### Сьогодення
Після возз'єднання Німеччини неонацизм знову отримав розвиток, особливо в економічно депресивній колишній Східній Німеччині. Протягом десятиліть комуністичний режим пригнічував нацистські (або «фашистські») настрої, навіть незважаючи на те, що багато старих нацистів, які були готові змінити ідеологію, знайшли роботу та здобули впливові посади.
Після падіння соціалістичного блоку іноземці на себе основну тяжкість сплеску неонацизму, також були поширені антисемітські графіті і вандалізм. У 1990-ті роки угруповання неонацистської молоді у східній Німеччині влаштовували напади на іммігрантів, оскверняли єврейські цвинтарі та вступали у зіткнення з прихильниками лівих поглядів та поліцією. Протягом 1990-х років неонацистами та правими екстремістами в Німеччині було вбито кількох іноземців. Однак такі інциденти завжди супроводжувалися масовими контрдемонстраціями, які показують, що значно більший відсоток населення сприймає зростання неонацизму негативно. За оцінкою німецького Федеральної служби захисту конституції Німеччини, в 2000 році діяло близько 150 неонацистських об'єднаннях із загальною чисельністю близько 2000 активних членів, не включаючи більш численні, але менш організовані банди скінхедів і музичні гурти. Найширший вплив неонацистів сьогодні може виходити з Інтернету, де у другій половині 2002 року агентства, відповідальні за захист конституції, нарахували 920 сайтів, присвячених правому екстремізму і неонацизму у Німеччині.
Між 2000 і 2007 роками вісім турецьких іммігрантів, один грецький німець і німецька поліцейська були вбиті неонацистським націонал-соціалістичним підпіллям. Неонацистське підпілля має своє коріння в колишній східнонімецькій області Тюрінгія, яку The Guardian визначив як «одну з осередків радикальних правих Німеччини». Німецькі спецслужби критикували за екстравагантну роздачу готівки інформаторам ультраправого руху.
Поліція змогла виявити вбивць лише тоді, коли їй повідомили про них після невдалого пограбування банку в Айзенаху. Коли поліція наблизилися до них, двоє чоловіків вчинили самогубство. Вони переховувалися протягом 13 років. Беате Чепе, яка жила з цими двома чоловіками в Цвікау, через кілька днів здалася німецькій владі. Суд над Чепе розпочався в травні 2013 року; їй було пред'явлено звинувачення у дев'яти вбивствах. Вона не визнала себе винною. За даними The Guardian, неонацистське підпілля могло користуватися захистом і підтримкою з боку деяких «елементів держави».
Згідно з річним звітом Федеральної служби захисту конституції Німеччини за 2012 рік, у Німеччині проживало 26,000 правих екстремістів, у тому числі 6,000 неонацистів.